# Zallara
Zallara fou una regió de l'Imperi Hitita que podria correspondre a les regions d'Anatòlia posteriorment conegudes com a Pisídia, Licaònia o Cilícia. Hi va combatre Labarnas I.